# Aeropuerto Internacional General Servando Canales
El Aeropuerto Internacional General Servando Canales o Aeropuerto Internacional de Matamoros (Código IATA: MAM - Código OACI: MMMA - Código DGAC: MAM),  es un aeropuerto internacional localizado a 9 kilómetros de la ciudad de Matamoros, Tamaulipas, México. Se sitúa cerca de la Frontera entre Estados Unidos y México, al lado opuesto de Brownsville, Texas. Es operado por Aeropuertos y Servicios Auxiliares, una corporación del gobierno federal.

## Información
El Aeropuerto fue incorporado a la Red ASA en 1965, cuenta con una superficie de 469 hectáreas aproximadamente y su plataforma para la aviación comercial es de 15,360 metros cuadrados; además tiene tres posiciones y una pista de 2.3 kilómetros de longitud, apta para recibir aviones tipo Boeing 737. 
Posee estacionamiento propio, con capacidad de 210 lugares y ofrece los servicios de renta de autos y transporte terrestre.
En el 2021, Matamoros recibió a 49,422 pasajeros, mientras que en el 2022 recibió a 50,530 pasajeros, según datos publicados por Aeropuertos y Servicios Auxiliares.
Su horario oficial de operación es de las 8:00 a las 20:00 horas.

## Aerolíneas y destinos

### Pasajeros
| Destinos por aerolínea                                    | Destinos por aerolínea | Destinos por aerolínea | Destinos por aerolínea |
| Aerolínea                                                 | Destinos               |                        |                        |
| --------------------------------------------------------- | ---------------------- | ---------------------- | ---------------------- |
| Aeroméxico Connect                                        | Ciudad de México       |                        |                        |
| Viva                                                      | Ciudad de México–AIFA  |                        |                        |
| Total: 2 destinos (nacionales), 2 aerolíneas (nacionales) |                        |                        |                        |

### Destinos nacionales
Se brinda servicio a 2 ciudades dentro del país a cargo de 2 aerolíneas. El destino de Aeroméxico es operado por Aeroméxico Connect.
| Ciudad de México (MEX) | • |   |   | 1 |
| Ciudad de México (NLU) |   | • |   | 1 |
| Total                  | 1 | 1 | 0 | 2 |

## Estadísticas

### Tráfico anual
| Año  | Pasajeros Totales | cambio en % | Movimiento de carga (t) | Operaciones aéreas |
| 2006 | 52,281            | Sin cambios | 460                     | 3,055              |
| 2007 | 52,281            | Sin cambios | 323                     | 3,566              |
| 2008 | 50,710            | 3.0%        | 235                     | 3,731              |
| 2009 | 45,933            | 9.42%       | 190                     | 3,089              |
| 2010 | 55,803            | 21.49%      | 172                     | 4,973              |
| 2011 | 81,912            | 46.79%      | 206                     | 5,874              |
| 2012 | 101,716           | 24.18%      | 210                     | 6,885              |
| 2013 | 96,985            | 4.65%       | 290                     | 6,680              |
| 2014 | 89,609            | 7.61%       | 260                     | 6,297              |
| 2015 | 97,654            | 8.98%       | 266                     | 7,480              |
| 2016 | 97,973            | 0.33%       | 278                     | 6,386              |
| 2017 | 88,147            | 10.03%      | 312                     | 4,787              |
| 2018 | 63,817            | 27.60%      | 280                     | 3,607              |
| 2019 | 61,261            | 4.01%       | 516                     | 3,230              |
| 2020 | 27,785            | 54.64%      | 142                     | 1,810              |
| 2021 | 49,422            | 77.87%      | 0.3                     | 2,194              |
| 2022 | 50,530            | 2.24%       | 3                       | 1,960              |
| 2023 | 60,559            |             | 2                       | 2,531              |
| 2024 | 65,306            |             | 0.5                     | 2,976              |
| ---- | ----------------- | ----------- | ----------------------- | ------------------ |

## Accidentes e incidentes
- El 26 de octubre de 2001 una aeronave Learjet 25B con matrícula N715MH operada por American Jet International que realizaba un vuelo como ambulancia aérea entre el Aeropuerto de Matamoros y el Aeropuerto de Ciudad Victoria sufrió un colapso en los dos trenes de aterrizaje principales tras tocar tierra en su aeropuerto de destino, causando daño irreparable en la aeronave. los 2 pilotos y los otros 4 ocupantes sobrevivieron.[4]

## Aeropuertos cercanos
Los aeropuertos más cercanos son:
- Aeropuerto Internacional de Brownsville/South Padre Island (18 km)
- Aeropuerto Internacional Valley (53 km)
- Aeropuerto Internacional General Lucio Blanco (75 km)
- Aeropuerto Internacional de McAllen-Miller (84 km)
- Aeropuerto Internacional de Corpus Christi (222km)